# Баща в командировка
„Баща в командировка“ (на сърбохърватски: Otac na službenom putu) е югославски трагикомичен филм от 1985 година на режисьора Емир Кустурица. Сценарият е на Абдулах Сидран и Кустурица и разказва за босненско семейство от началото на 50-те години на 20 век, бащата от което е изпратен за известно време в трудов лагер. Главните роли се изпълняват от Мики Манойлович, Миряна Каранович и Морено Де Бартоли. „Баща в командировка“ получава Златна палма и наградата на ФИПРЕСИ на филмовия фестивал в Кан и е номиниран за Оскар за най-добър чуждоезичен филм.

## В ролите
| Изпълнител        | Роля                  |
| ----------------- | --------------------- |
| Морено де Бартоли | Малик                 |
| Мики Манойлович   | Меша                  |
| Миряна Каранович  | Сена                  |
| Мустафа Надаревич | Зийо                  |
| Мира Фърлан       | Анкица                |
| Давор Дуймович    | Мирза                 |
| Предраг Лакович   | Франьо                |
| Павле Вуйисич     | Музафер Зулфикарпашич |

## Награди и номинации
- 1985 „Златна палма“ на филмовия фестивал в Кан.
- 1985 Наградата на ФИПРЕСИ на филмовия фестивал в Кан.
- 1986 Номинация за Оскар за най-добър чуждоезичен филм